# يوحنا الكابوني
يوحنا الكابوني (بالإيطالية: Giovanni da Capua) مترجم إيطالي يهودي اعتنق المسيحية. من أبرز أعماله قيامه بترجمة كتاب كليلة ودمنة من نسخة الحاخام يوئيل العبرية (التي بدورها ترجمت عن العربية) إلى اللاتينية تحت عنوان دليل الحياة البشرية (Directorium Humanae Vitae) وطُبعت سنة 1480م، والتي أصحبت مصدراً لمعظم الإصدارات الأوروبية، وقد تم تحرير النسخة من قبل جوزيف درانبور في باريس سنة 1887م. كما ترجم الكابوني أعمال أخرى من بينها كتاب التيسير في المداواة والتدريب لابن زهر.